# مسئله نهایی
«مسئلهٔ نهایی» (به انگلیسی: The Final Problem) آخرین (سومین) قسمت از فصل چهارم مجموعهٔ تلویزیونی شرلوک است که در ۱۵ ژانویهٔ ۲۰۱۷ از پخش شد.